# ريتشارد بي. لويس
ريتشارد بي. لويس (بالإنجليزية: Richard B. Lewis)‏ هو منتج أفلام أمريكي، ولد في 1953.

## وصلات خارجية
- ريتشارد بي. لويس على موقع IMDb (الإنجليزية)
- ريتشارد بي. لويس على موقع قاعدة بيانات الفيلم (الإنجليزية)